# Araucacis leptaulax
Araucacis leptaulax là một loài tò vò trong họ Ichneumonidae.